# 発明家の日
発明家の日（はつめいかのひ、英語: Inventors' Day）は、発明家の貢献を認識するために国ごとに設定している記念日。すべての国にあるわけではない。発明家の日がない国では別の日に強調の度合いを変えて祝われる。

## 各国の発明家の日

### アルゼンチン

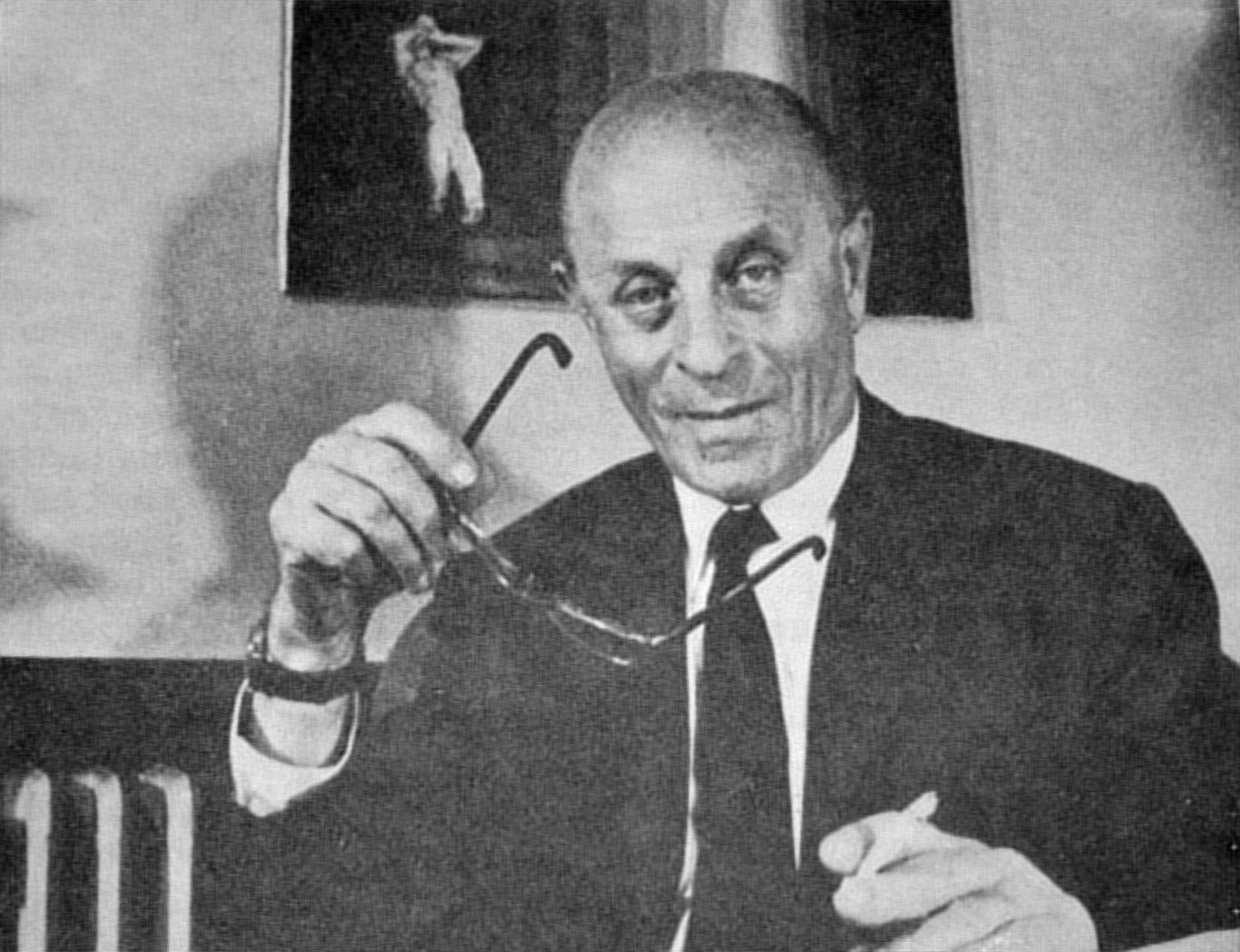
ビーロー・ラースロー

アルゼンチンの発明家の日（スペイン語: Día del Inventor）は1986年に制定され、9月29日に祝われる。この日はボールペンの発明家であるビーロー・ラースローの誕生日である。

### ドイツ語圏

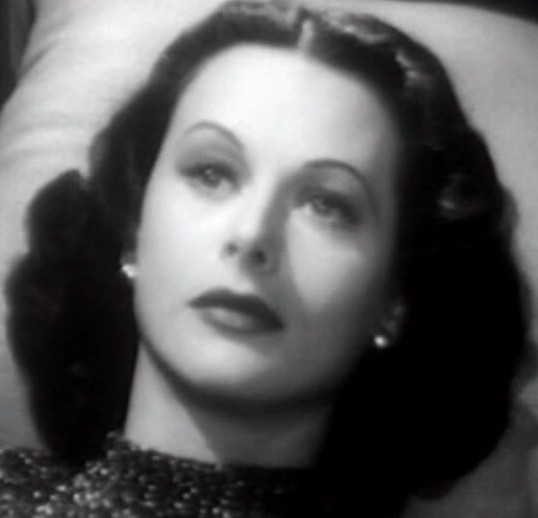
ヘディ・ラマー

ドイツ語圏であるドイツ、オーストリア、スイスの発明家の日（ドイツ語: Tag der Erfinder）は、周波数ホッピング・スペクトラム拡散を1942年に発明したオーストリア生まれの発明家で、ハリウッド女優でもあるヘディ・ラマーの誕生日の11月9日に祝われる。
ベルリンの発明家で起業家のゲルハルト・ムーテンターラー（Gerhard Muthenthaler）がこの日を宣言した。発明家の日の運営組織は、次のような目標を掲げている。
- 人々の持つアイディアとよりよくするためのことの奨励
- 人々に忘れられた発明家を思い出してもらうこと

### ハンガリー

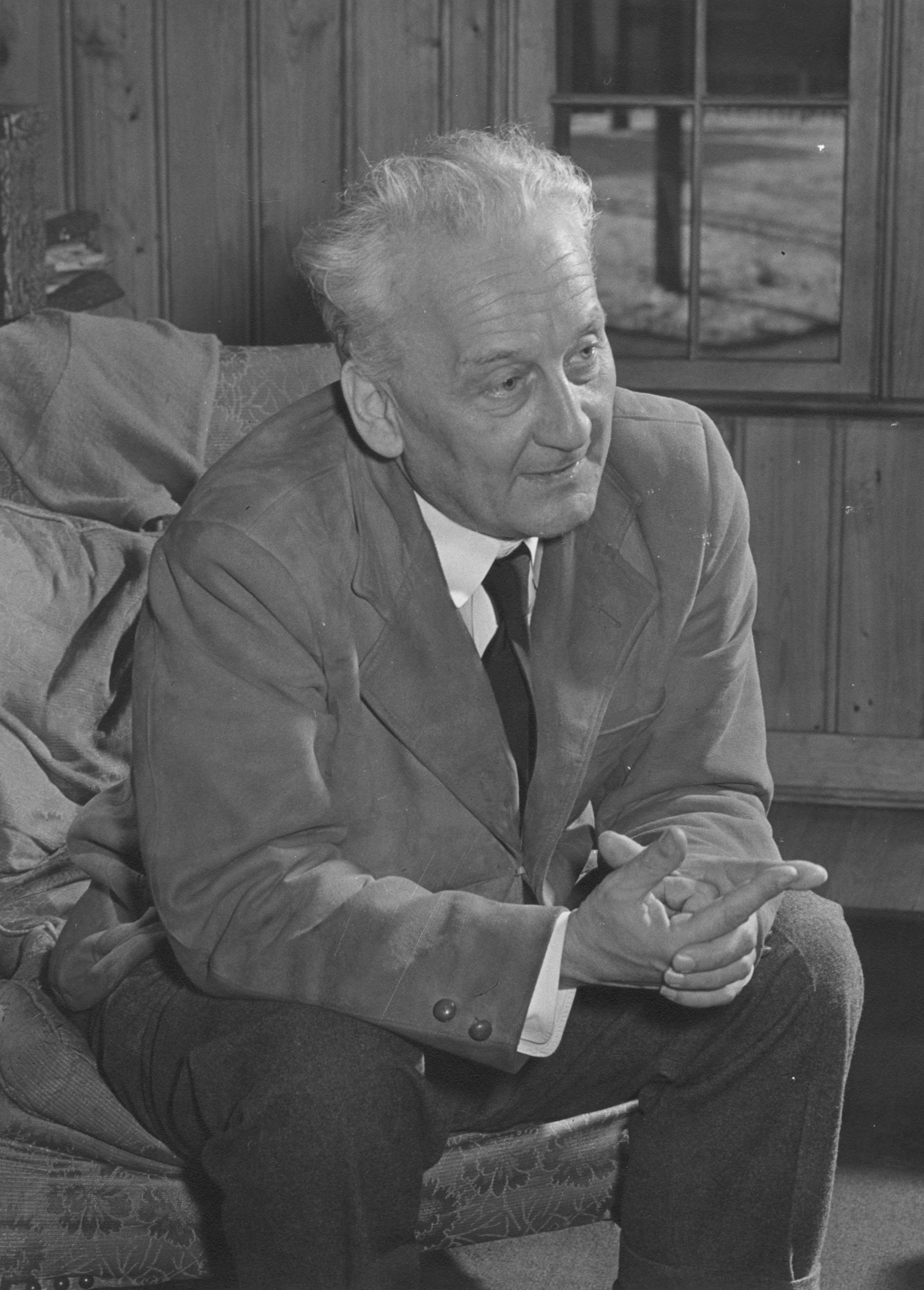
セント＝ジェルジ・アルベルト

ハンガリー発明家の日（ハンガリー語: Magyar Feltalálók Napja）は、1941年にビタミンC合成の国内特許を取得したセント＝ジェルジ・アルベルトにちなんで6月13日に祝われる。2009年よりハンガリー発明家協会（Association of Hungarian Inventors、MAFE）によって祝われる。

### モルドバ
モルドバでは発明家とイノベーターの日として1995年より毎年6月の終わりに祝われる。

### ロシア
ロシアでは発明家とイノベーターの日（ロシア語: День изобретателя и рационализатора）として1957年より6月の最終土曜日に祝われる。

### タイ
タイ王国の発明家の日は2月2日である。タイ内閣が、1993年2月2日に低速表面エアレーターをラーマ9世が発明したことを記念して制定した。

### イギリス
イギリスには公式の発明家の日はまだないが、2014年にBTグループが初めて12月2日に一般に向けて発明家の日をアピールした。12月2日は特定の発明家とは関係がないように見えるが、同日はBTがイギリス国民の創意についての研究を公表した日である。これ以降、イギリスで発明家の日に関するアピールはなされていない。

### アメリカ

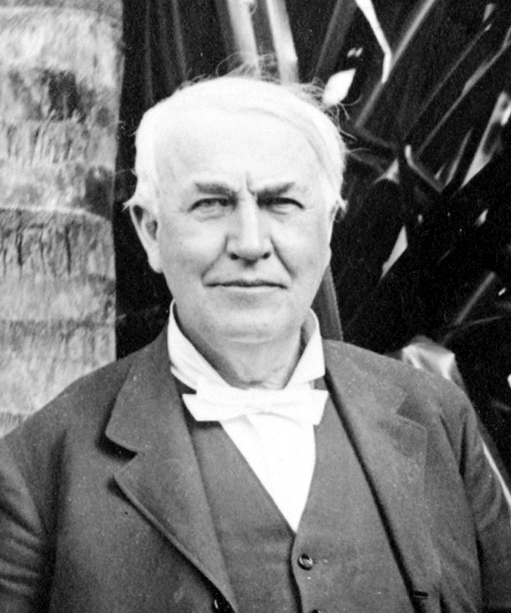
トーマス・エジソン

アメリカ合衆国大統領のロナルド・レーガンは1983年2月11日にアメリカ発明の日（英語: National Inventors' Day）を大統領告示5013号で「適切な式典と行動でこの日をアメリカ国民が祝うことを求める…」と宣言した。
国家および世界に膨大な貢献をしたとして、上院合同決議140号（公法 97 - 198号）で、1,000以上の特許を取得したトーマス・エジソンの誕生日である2月11日をアメリカ発明家の日とした。